# Црни паук-мајмун
Црни паук-мајмун (лат. Ateles paniscus) је врста примата (Primates) из породице пауколиких мајмуна (Atelidae).

## Распрострањеност
Ареал врсте покрива неколико држава. Углавном то обухвата тропске шуме Средње и Јужне Америке. 
Врста је присутна у следећим државама: Бразил, Гвајана, Суринам и Француска Гвајана.
Њихова типична станишта су шуме, планине, саване, екосистеми ниских трава и речни екосистеми.

#### Опис
Ови мајмуни су високи од 38 до 63 центиметра. Реп им је дужи од тела и може бити дугачак и 90 центиметара. Реп им не служи само за ослањање на гране и одржавање равнотеже, већ га скоро равноправно са осталим удовима користе у кретању преко дрвећа због чега су и добили своје необично име. Највећа измерена тежина им је око 11 килограма. Имају кратку и грубу длаку углавном црне боје, мада она може бити и тамно смеђа. Добри су скакачи хватачи тако да лако прелазе са дрвета на дрво. Шаке су им издужене и подсећају на канџе. Немају палац.
Дневне су животиње. Крећу се по дану а спавају ноћу на пажљиво одабраном дрвећу. Живе у скупинама од 12 до 35 јединки. Из ових скупина се често издвајају мање групе које онда независно крећу у потрагу за храном. Углавном се хране плодовима дрвећа. Пошто гутају целе плодове, путем измета их расејавају даље по природи, чиме спадају у битну карику ланца обнављања и одржавања екосистема.
Станишта врсте су шуме, планине, саване, екосистеми ниских трава и речни екосистеми.

#### Угроженост
Ова врста се сматра рањивом у погледу угрожености.